# 薩爾瓦多駐外機構列表

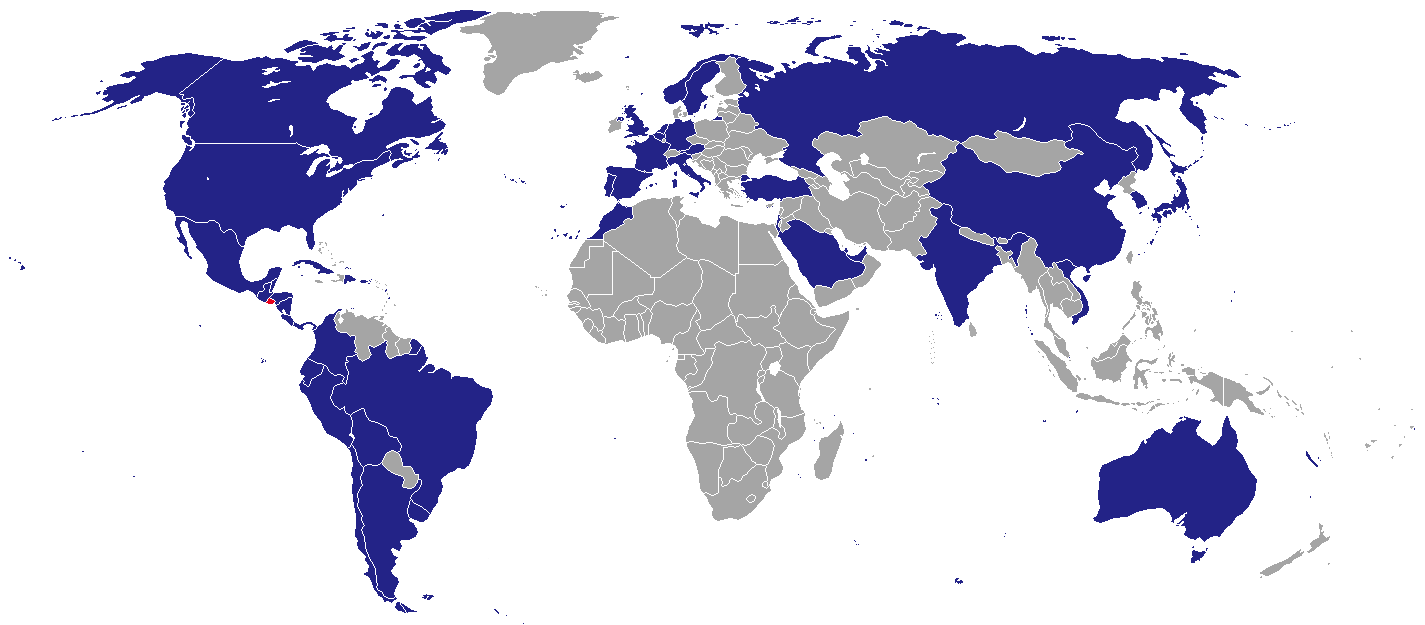
設有薩爾瓦多駐外機構的國家

以下是薩爾瓦多駐外機構列表，不包括名誉领事馆。萨尔瓦多是中美洲的一个小国，因在美國及墨西哥擁有大量僑民，也在此二國設有眾多的領事館。

## 非洲

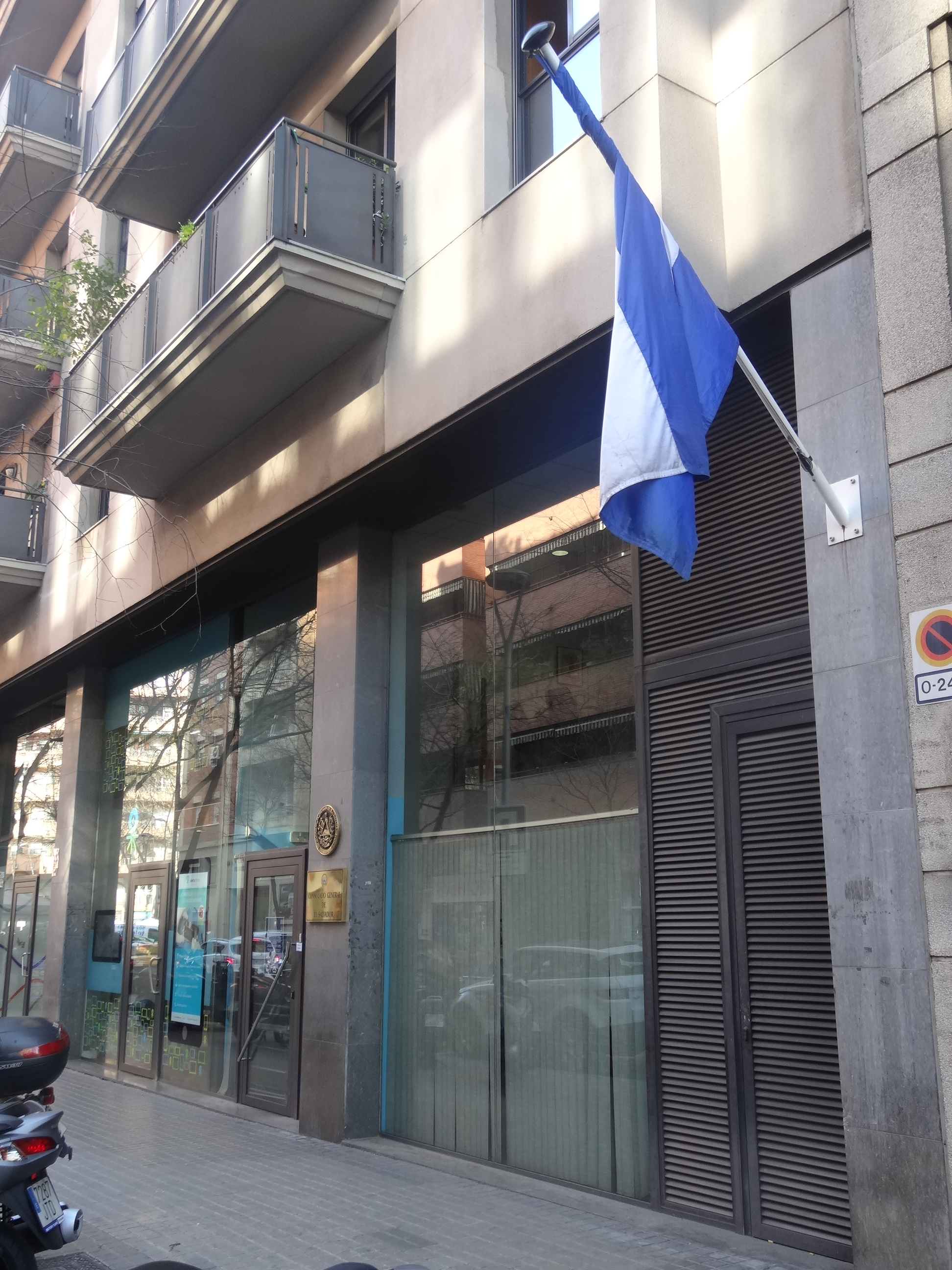
薩爾瓦多駐巴塞羅那總領事館

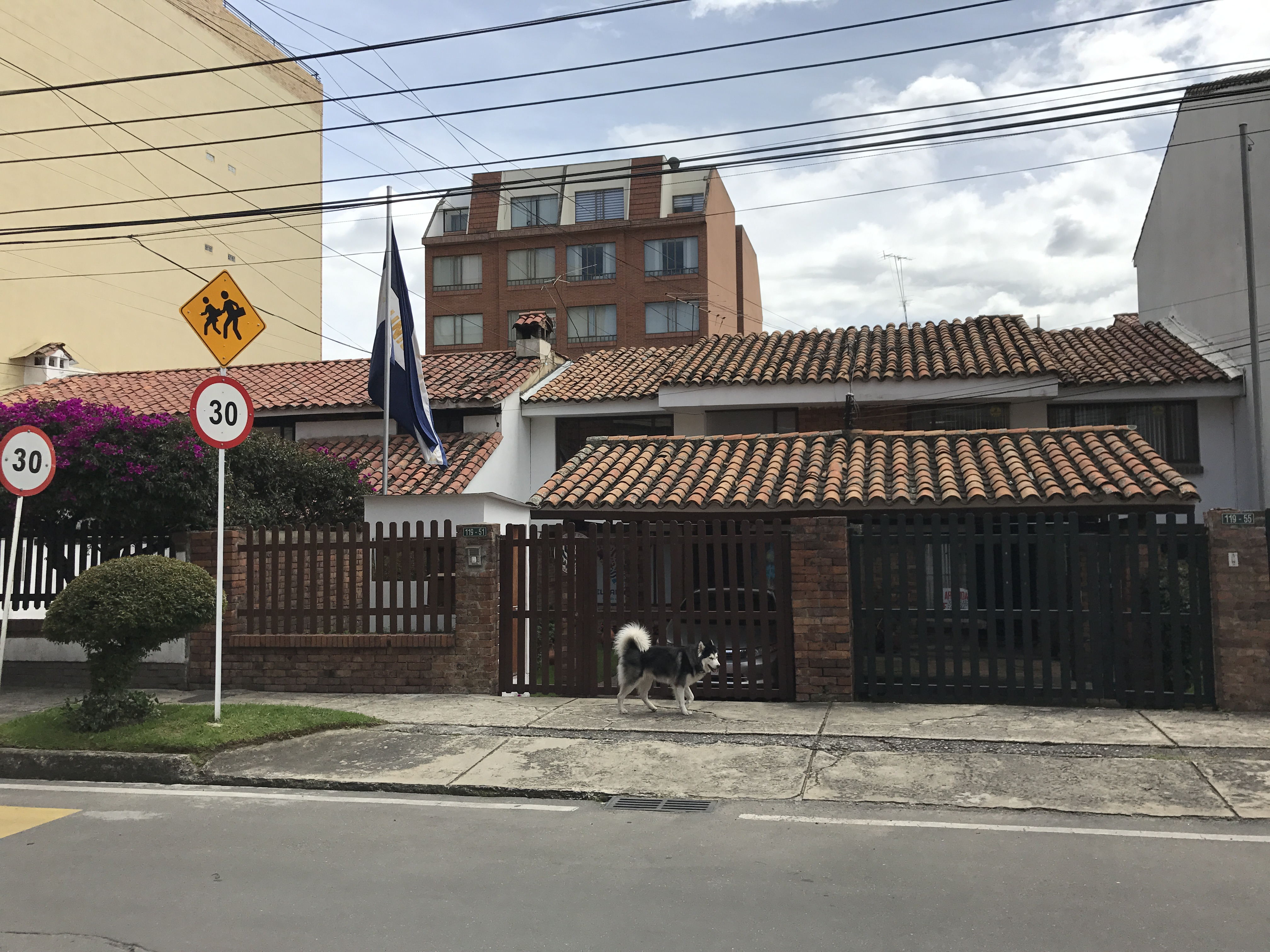
薩爾瓦多駐哥倫比亞大使館

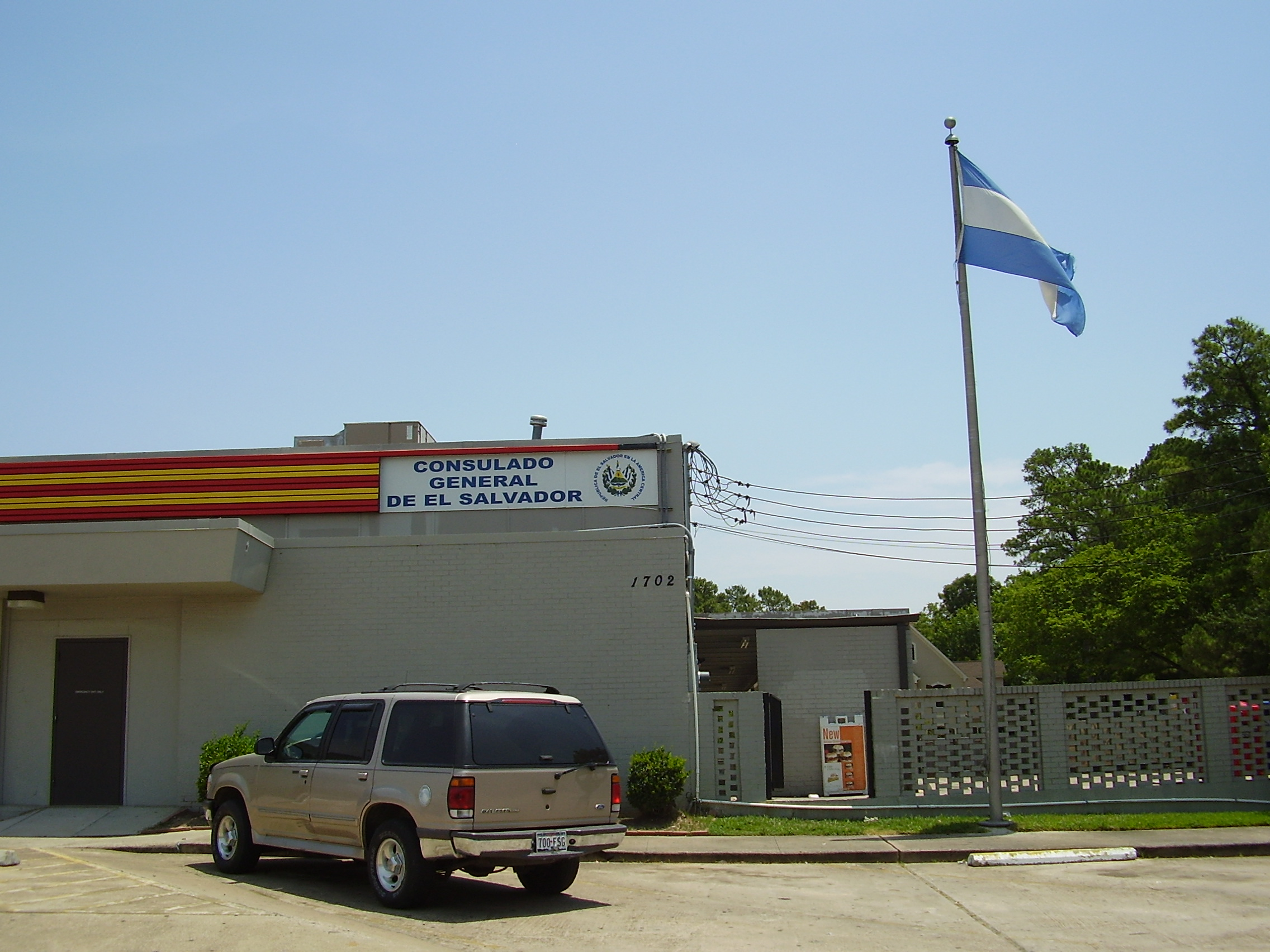
薩爾瓦多駐休斯敦總領事館

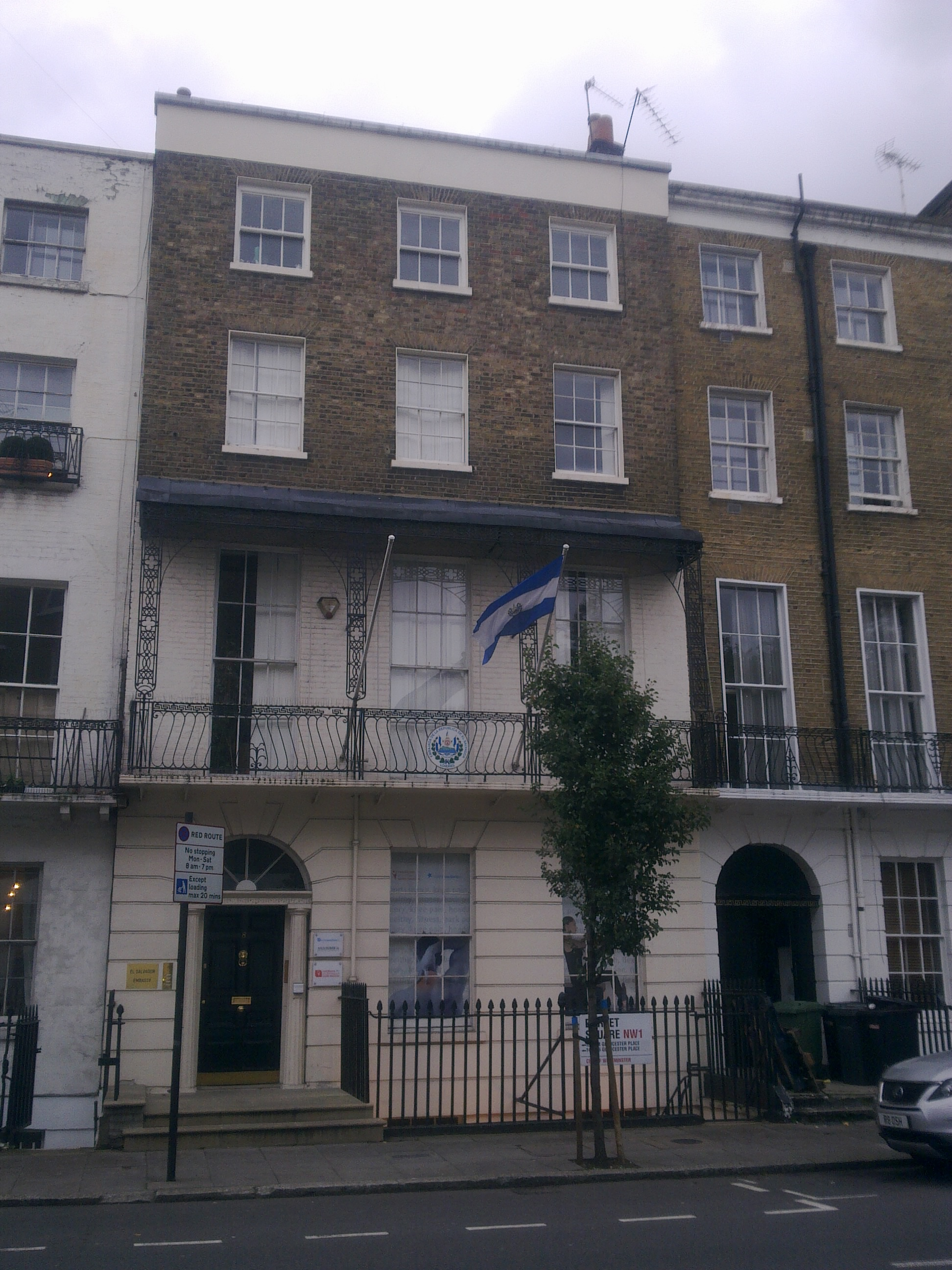
薩爾瓦多駐英國大使館

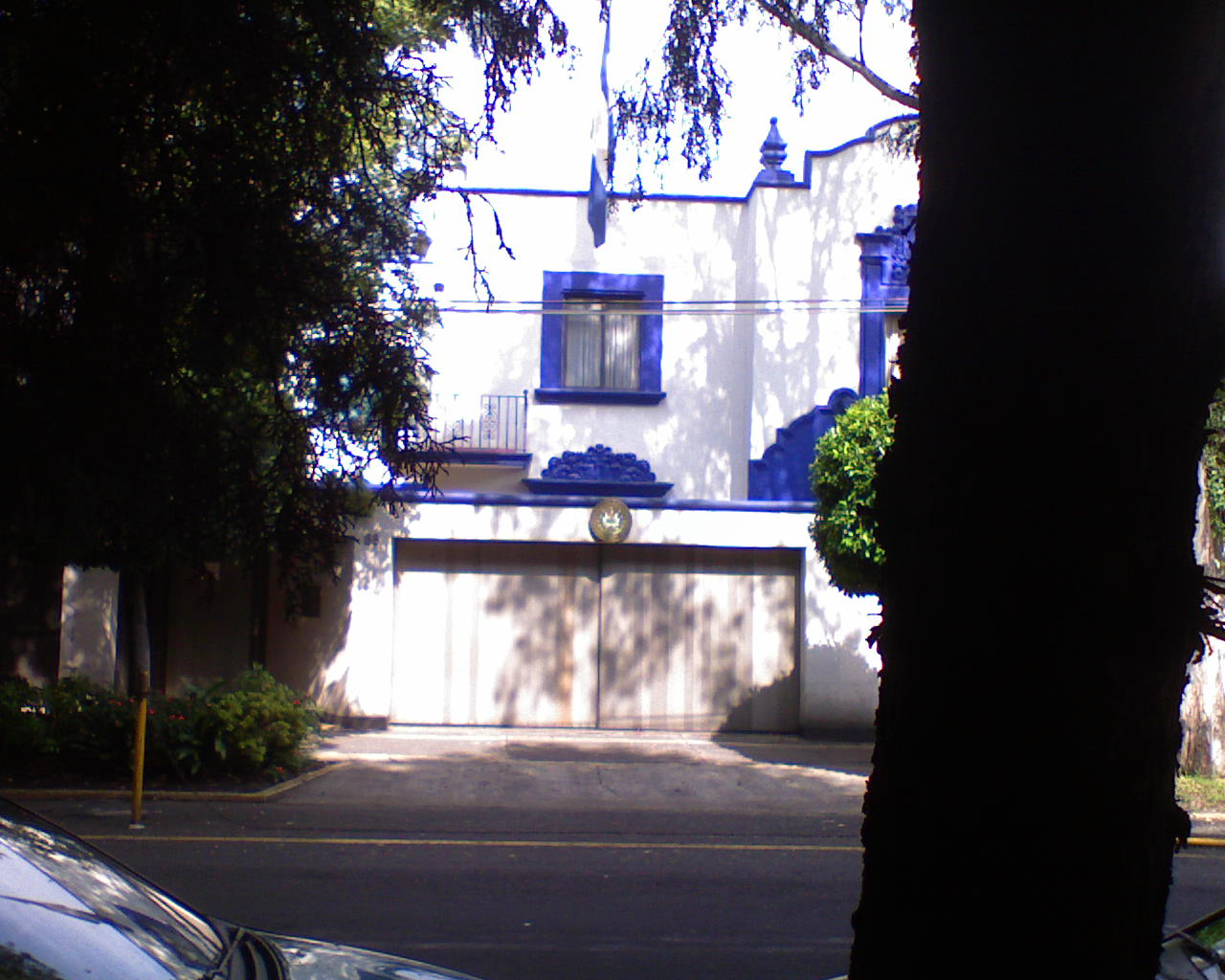
薩爾瓦多駐墨西哥大使館

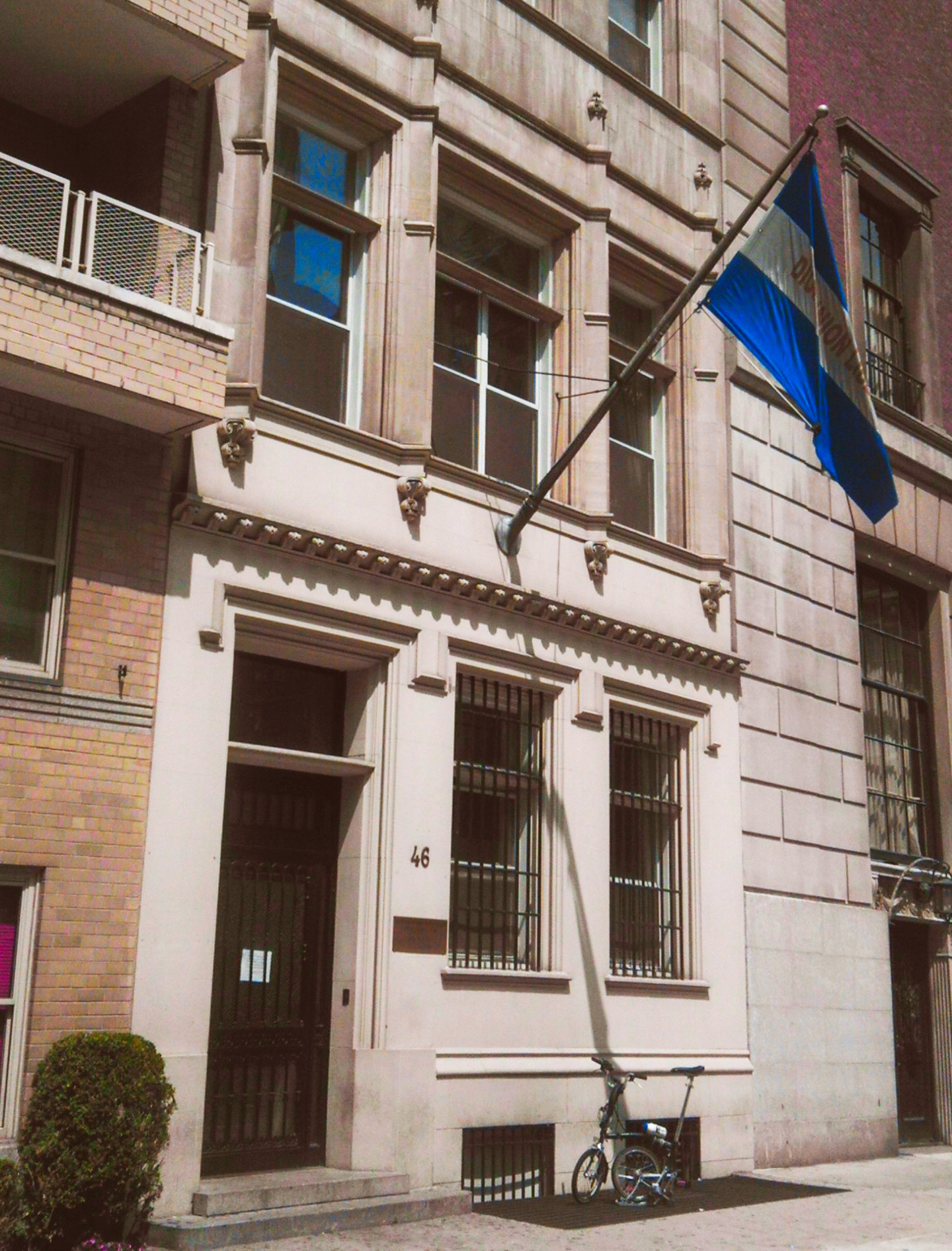
薩爾瓦多駐紐約總領事館

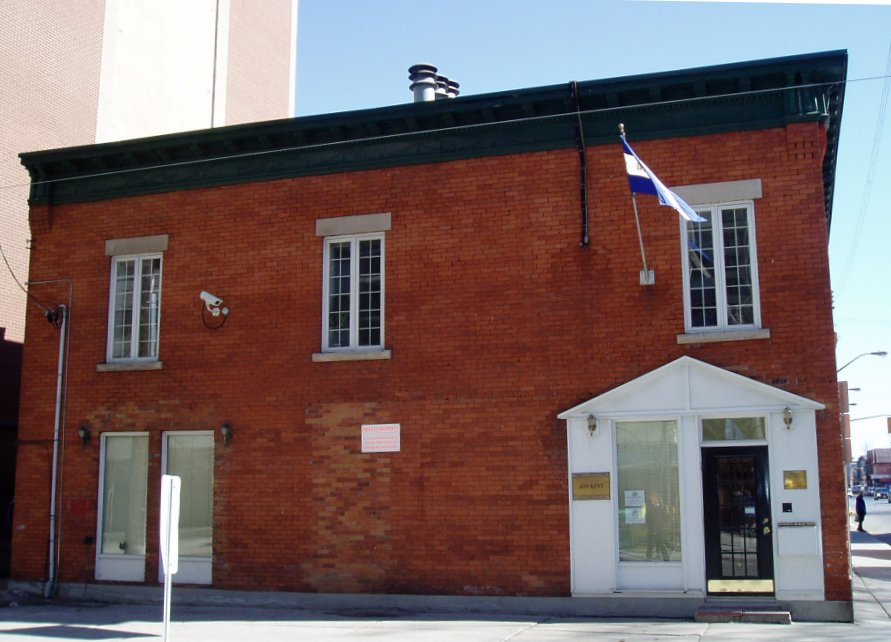
薩爾瓦多駐加拿大大使館

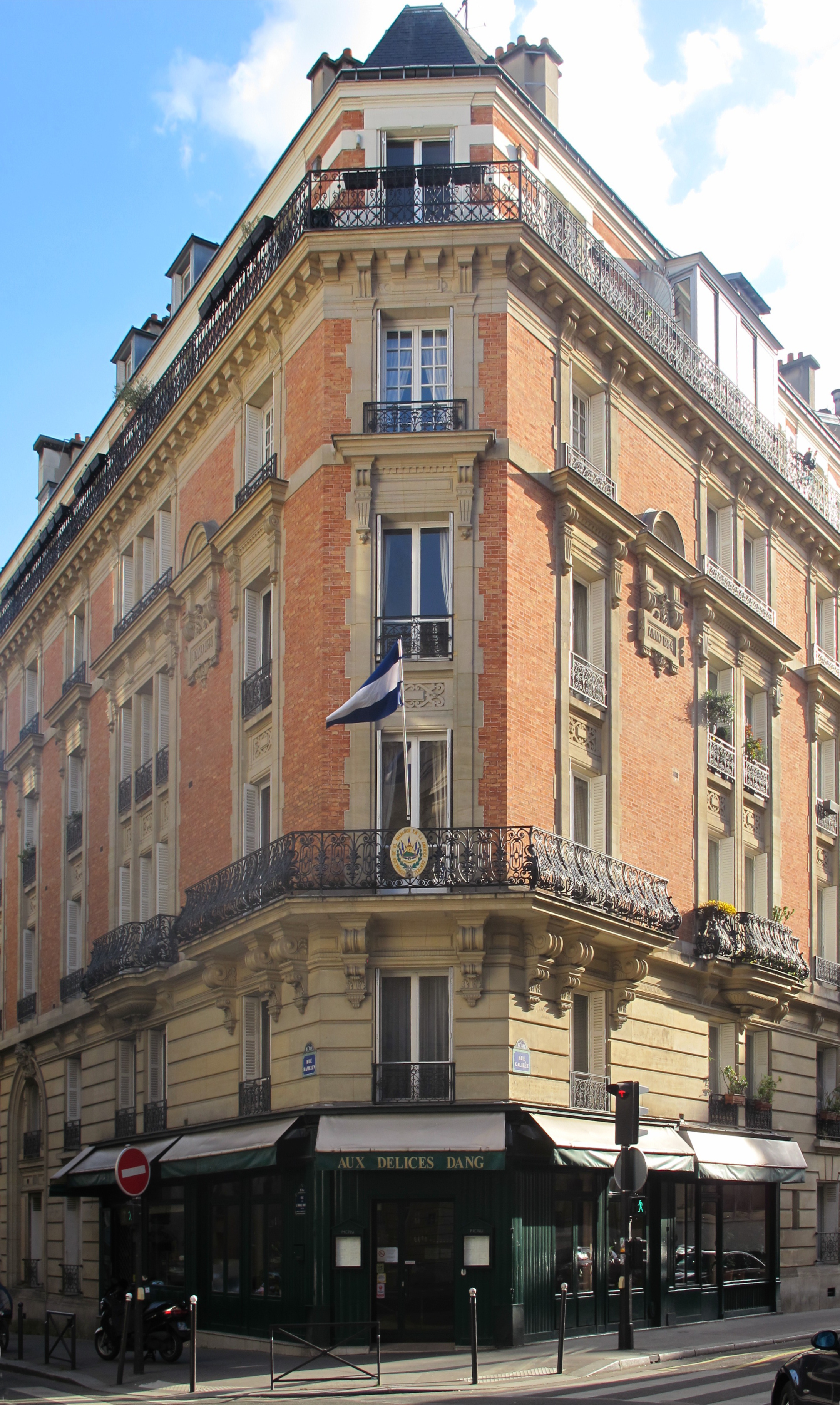
薩爾瓦多駐法國大使館

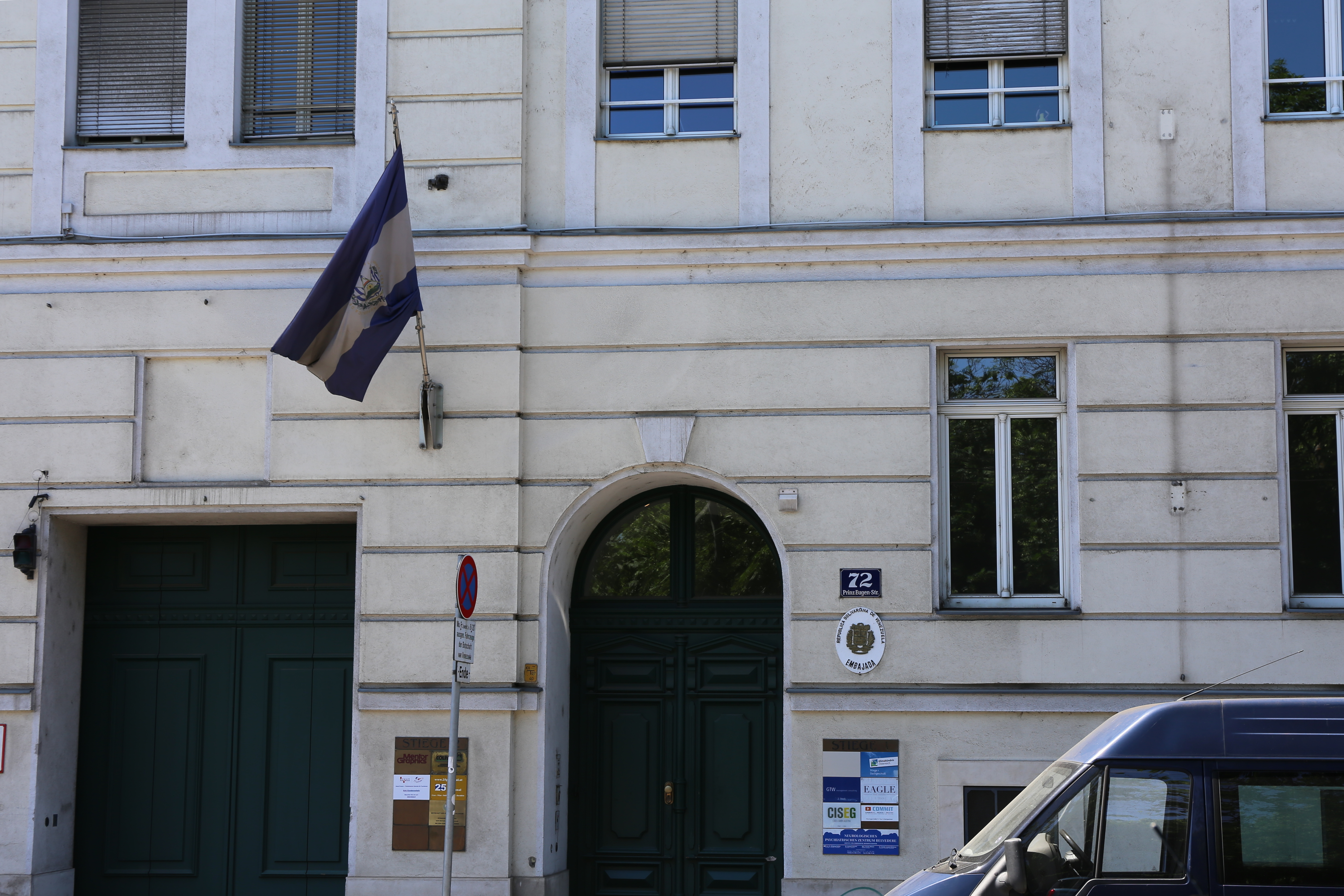
薩爾瓦多駐奧地利大使館

- 摩洛哥
  - 拉巴特（大使馆）[1]

## 美洲
- 阿根廷
  - 布宜诺斯艾利斯（大使馆）
- - 贝尔莫潘（大使馆）
- 玻利维亚
  - 拉巴斯（大使馆）
- 巴西
  - 巴西利亚（大使馆）
- 加拿大
  - 渥太华（大使馆）
  - 蒙特利尔（总领事馆）
  - 多伦多（总领事馆）
  - 温哥华（总领事馆）
- 智利
  - 圣地亚哥（大使馆）
- 哥伦比亚
  - 波哥大（大使馆）
- - 圣何塞（大使馆）
- 古巴
  - 哈瓦那（大使馆）
- - 圣多明哥（大使馆）
- - 基多（大使馆）
- - 危地马拉城（大使馆）
- - 德古西加巴（大使馆）
  - 乔卢特卡（总领事馆）
  - 圣佩德罗苏拉（总领事馆）
- 墨西哥
  - 墨西哥城（大使馆）
  - 阿卡尤坎（总领事馆）
  - 华雷斯城（领事馆）
  - 蒙特雷（总领事馆）
  - 圣路易斯波托西（领事馆）
  - 塔帕丘拉（总领事馆）
  - 蒂華納（总领事馆）
  - 阿里亞加（领事馆）
  - 科米坦（领事馆）
  - 特諾西克（领事馆）
- 尼加拉瓜
  - 馬拿瓜（大使馆）
- 巴拿马
  - 巴拿馬城（大使馆）
- 秘魯
  - 利馬（大使馆）
- 千里達及托巴哥
  - 西班牙港（大使馆）
- 美国
  - 华盛顿（大使馆）
  - 科罗拉多奥罗拉（总领事馆）
  - 波士顿（总领事馆）
  - 纽约州布伦特伍德（总领事馆）
  - 北卡罗来纳州夏洛特（总领事馆）
  - 芝加哥（总领事馆）
  - 達拉斯（总领事馆）
  - 佛罗里达多拉（总领事馆）
  - 新泽西州伊丽莎白（总领事馆）
  - 埃尔帕索（领事馆）
  - 休斯敦（总领事馆）
  - 德克萨斯州拉雷多（总领事馆）
  - 拉斯维加斯（总领事馆）
  - 洛杉矶（总领事馆）
  - 德克萨斯州麦卡伦（总领事馆）
  - 纽约市（总领事馆）
  - 旧金山（总领事馆）
  - 西雅圖（总领事馆）
  - 马里兰银泉（总领事馆）
  - 图森（总领事馆）
  - 弗吉尼亚伍德布里奇（总领事馆）
  - 伍德斯托克（总领事馆）
- 乌拉圭
  - 蒙得维的亚（大使馆）
- 委內瑞拉
  - 加拉加斯（大使馆）

## 亚洲
- 中国
  - 北京（大使馆）[2]
- 印度
  - 新德里（大使馆）
- 以色列
  - 特拉维夫（大使馆）
- 日本
  - 東京都（大使馆）
- - 多哈（大使馆）
- 沙烏地阿拉伯
  - 利雅得（大使馆）[3]
- 新加坡
  - 新加坡（大使馆）[4]
- - 首爾（大使馆）
- 土耳其
  - 安卡拉（大使馆）[5]
- 阿联酋
  - 阿布扎比（大使馆）[6]
- 越南
  - 河内（大使馆）[7]

## 欧洲
- 奥地利
  - 维也纳（大使馆）
- 比利时
  - 布鲁塞尔（大使馆）
- 法國
  - 巴黎（大使馆）
- 德国
  - 柏林（大使馆）
- 聖座
  - 罗马（大使馆） [note 1]
- 義大利
  - 罗马（大使馆）
  - 米兰（总领事馆）
- 荷蘭
  - 海牙（大使馆）
- 挪威
  - 奥斯陆（大使馆）[8]
- 葡萄牙
  - 里斯本（大使馆）
- 俄羅斯
  - 莫斯科（大使馆）
- 西班牙
  - 马德里（大使馆）
  - 巴塞罗那（总领事馆）
  - 塞维利亚（总领事馆）
- 瑞典
  - 斯德哥尔摩（大使馆）
- 瑞士
  - 日内瓦（大使馆）
- 英国
  - 伦敦（使馆）

## 大洋洲
- - 堪培拉（大使馆）
  - 墨尔本（总领事馆）

## 駐國際組織代表
- 欧盟
  - 布鲁塞尔（欧洲联盟）
- 联合国
  - 日内瓦（常驻联合国和国际组织代表团）
  - 纽约（常驻代表团）
- 聯合國教科文組織
  - 巴黎（常驻代表团）
- 聯合國糧食和農業組織
  - 罗马（常驻代表团）
- 美洲国家组织
  - 华盛顿特区（常驻代表团）